# The Green Flame
The Green Flame è un film muto del 1920 diretto da Ernest C. Warde.

## Produzione
Il film fu prodotto dalla Robert Brunton Productions.

## Distribuzione
Distribuito dalla W.W. Hodkinson e dalla Pathé Exchange, uscì nelle sale cinematografiche statunitensi il 18 luglio 1920.